# Антарктическа китова птица
Антарктическата китова птица (Pachyptila desolata) е вид птица от семейство Буревестникови (Procellariidae).

## Разпространение
Видът е разпространен в Ангола, Антарктида, Аржентина, Австралия, Бразилия, Вануату, Мозамбик, Намибия, Нова Каледония, Нова Зеландия, Остров Буве, Перу, Света Елена, Възнесение, Тристан да Куня, Уругвай, Фолкландски острови, Френски южни и антарктически територии, Хърд и Макдоналд, Чили, Южна Африка и Южна Джорджия и Южни Сандвичеви острови.